# East West Bank Classic 1989
L'East West Bank Classic 1989 è stato un torneo di tennis giocato sul cemento.
È stata la 16ª edizione del torneo, che fa parte della categoria Tier II nell'ambito del WTA Tour 1989.
Si è giocato al Manhattan Country Club di Manhattan Beach vicino a Los Angeles negli Stati Uniti, dal 7 al 13 agosto 1989.

## Campionesse

### Singolare
Martina Navrátilová hanno battuto in finale  Gabriela Sabatini con il punteggio di 6–0, 6–2

### Doppio
Martina Navrátilová /  Wendy Turnbull hanno battuto in finale  Mary Joe Fernández /  Claudia Kohde Kilsch che si sono ritirate sul punteggio di 5-2